# Кребс, Иоганн Баптист
Иоганн Баптист Кребс (нем. Johann Baptist Krebs; 12 апреля 1774, Филлинген, Баден, — 2 октября 1851, Штутгарт) — немецкий оперный певец (тенор) и масонский писатель.
Учился в гимназиях в Филлингене и Констанце, на протяжении двух лет изучал во Фрайбурге католическую теологию. Затем пел в хоре в Донауэшингене и наконец в 1795 году дебютировал как солист в Вюртембергской придворной опере в Штутгарте. Выступал до 1828 года. Кроме того, он был постановщиком спектаклей своего театра и написал для них ряд либретто. Молодой Карл Мария фон Вебер ко дню рожденья Кребса в 1808 или 1809 году сочинил миниоперу-бурлеск «Антоний» (ныне утрачена). Кребс также давал уроки музыки, в том числе в собственном Институте музыки в 1812—1818 годах, где он, как считается, использовал педагогические методы Песталоцци; среди его учеников был композитор Карл Август Мидке, которого он усыновил, дав ему свою фамилию.
В наибольшей степени, однако, Кребс известен своими масонскими трактатами, написанными под псевдонимом Иоганн Баптист Кернинг (нем. Johann Baptist Kerning).